# Úmrtnost

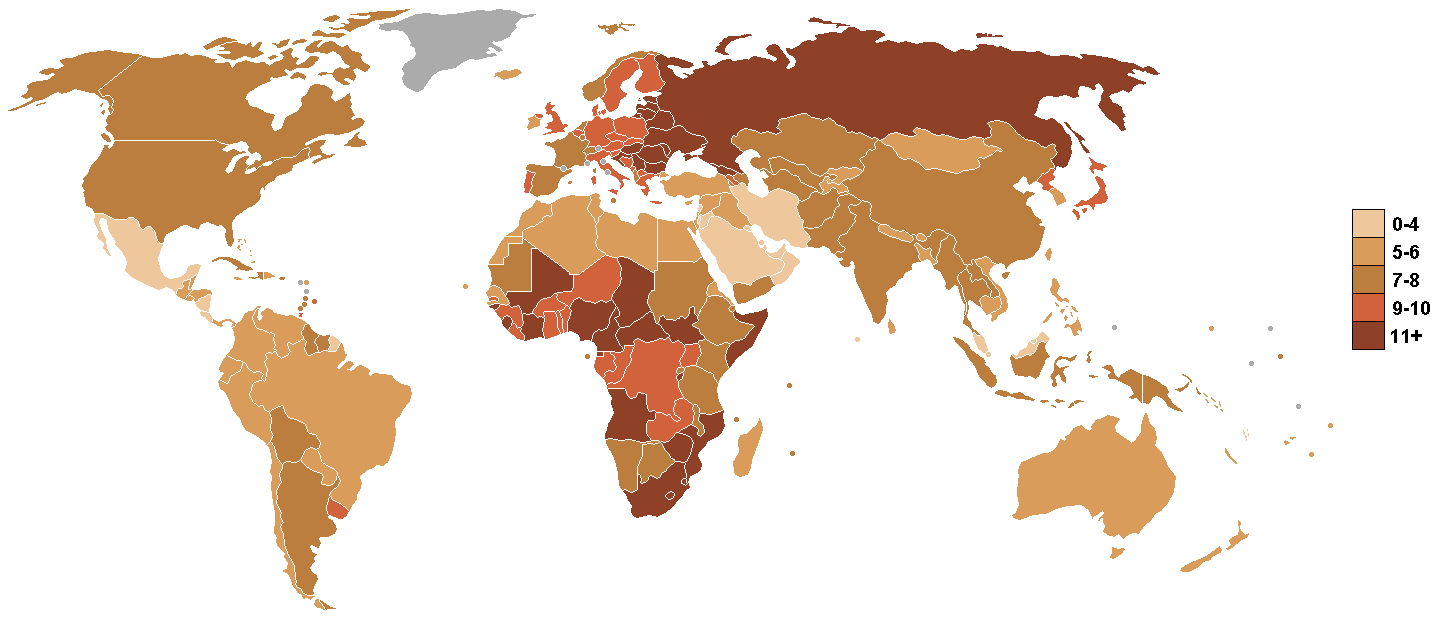
Hrubá úmrtnost podle zemí (2006)

Úmrtnost, též mortalita (z latiny), je demografický ukazatel, udávající podíl zemřelých z určité populace za určité časové období (typicky za rok). Uvádí se v promilích (‰), tedy v přepočtu na 1 000 jedinců. S rostoucím věkem sledované populace se významně zvyšuje. Odlišným ukazatelem je smrtnost. Zatímco úmrtnost je vztažena k celkové populaci, smrtnost udává podíl zemřelých ze skupiny zasažené určitým jevem.
Nejběžnějším údajem je tzv. hrubá míra úmrtnosti, čili počet zemřelých na 1 000 osob středního stavu obyvatelstva za rok.
Společně s nemocností je úmrtnost podkladem pro sledování zdravotního stavu populace. Z úmrtnosti se také odvozuje naděje dožití, někdy nazývaná střední nebo průměrná délka života.
Pro statistické účely se příčiny úmrtí třídí podle Mezinárodní klasifikace nemocí a příčin smrti (MKN).

## Faktory ovlivňující úmrtnost
- životní styl a chování jedince,
- genetické dispozice,
- výskyt rizikových faktorů (v životním prostředí, zaměstnání),
- teplota prostředí [1]
- využívání zdravotní péče.

## Ukazatelé úmrtnosti
Nejjednodušší ukazatel je hrubá míra úmrtnosti. Jedná se o poměr počtu zemřelých (D) ke střednímu stavu obyvatel (P) ve sledovaném kalendářním roce.
{\displaystyle hmu_{1000}={\frac {D}{P}}\cdot 1000}
Tento ukazatel ztrácí svou vypovídací schopnost s dosažením nízkých hodnot a nehodí se pro komparativní mezinárodní studii. Proto se používá její modifikace (standardizovaná úmrtnost), která zohledňuje věkovou strukturu populace.
Přesnějším ukazatelem je míra úmrtnosti dle věku (věkově specifická úmrtnost), která je poměrem počtu zemřelých ve věku x (Dx) z 1000 žijících ve věku x (Px).
{\displaystyle ux_{1000}={\frac {Dx}{Px}}\cdot 1000}

## Úmrtnost v Česku
V roce 2004 byla hrubá míra úmrtnosti zhruba 10,5 ‰.
|      | 1990   | 1995   | 1996   | 1997   | 1998   | 1999   | 2000   | 2001   | 2002   |
| ---- | ------ | ------ | ------ | ------ | ------ | ------ | ------ | ------ | ------ |
| muži | 66 468 | 58 925 | 56 709 | 56 692 | 55 139 | 54 845 | 54 882 | 53 772 | 54 377 |
| muži | 13,2   | 11,7   | 11,3   | 11,3   | 11,0   | 11,0   | 11,0   | 10,8   | 11,0   |
| muži | 15,7   |        |        |        |        |        | 11,6   |        |        |
| ženy | 62 698 | 58 988 | 56 073 | 56 052 | 54 388 | 54 923 | 54 119 | 53 983 | 53 866 |
| ženy | 11,8   | 11,1   | 10,6   | 10,6   | 10,3   | 10,4   | 10,3   | 10,2   | 10,3   |
| ženy | 8,9    |        |        |        |        |        | 6,9    |        |        |

| rok  | 0 let | 10 let | 20 let | 30 let | 40 let | 50 let | 60 let | 70 let | 80 let | 90 let | 100 let |
| ---- | ----- | ------ | ------ | ------ | ------ | ------ | ------ | ------ | ------ | ------ | ------- |
| 2010 | 285   | 17     | 79     | 71     | 201    | 484    | 1455   | 3491   | 8502   | 25690  | 32558   |
| 2013 | 286   | 10     | 74     | 78     | 125    | 426    | 1352   | 3333   | 7798   | 23203  | 57813   |

### Odvozené ukazatele
Z úmrtnosti se odvozuje například střední délka života.
V příčinách úmrtí převažují civilizační a degenerativní choroby, především nemoci oběhové soustavy (více než polovina zemřelých) a rakovina (více než čtvrtina úmrtí).

## Kojenecká úmrtnost
Kojenecká úmrtnost je podíl zemřelých dětí do jednoho roku věku.
V roce 2009 byla 2,9 ‰. Z pohledu tohoto ukazatele patří Česká republika mezi nejvyspělejší země Evropy. Před 1989 patřila ČSSR k nejzaostalejším zemím Evropy.
Kvocient kojenecké úmrtnosti (v ‰) ve vybraných evropských zemích, 1950–2009:
| 22 evropských zemí | 1950  | 1960 | 1970 | 1980 | 1990 | 2000 | 2009 | pořadí 1950 | pořadí 1980 | pořadí 2009 |
| ------------------ | ----- | ---- | ---- | ---- | ---- | ---- | ---- | ----------- | ----------- | ----------- |
| Belgie             | 53,4  | 31,2 | 21,1 | 11,0 | 7,9  | 4,8  | 3,4  | 12          | 8           | 9           |
| Bulharsko          | 94,5  | 45,1 | 27,3 | 20,2 | 14,8 | 13,3 | 9,0  | 19          | 17          | 20          |
| Československo     | 83,8  | 24,3 | 23,0 | 18,9 | 11,4 | .... | .... | 16          | 16          | ....        |
| Česko              | 64,2  | 20,0 | 20,2 | 16,9 | 10,8 | 4,1  | 2,9  | 14          | 15          | 3           |
| Dánsko             | 30,7  | 21,5 | 14,2 | 8,4  | 7,5  | 5,3  | 3,1  | 4           | 4           | 4           |
| Finsko             | 43,5  | 21,0 | 13,2 | 7,6  | 5,6  | 3,8  | 2,6  | 8           | 2           | 2           |
| Francie            | 52,0  | 27,4 | 18,2 | 10,0 | 7,3  | 4,4  | 3,9  | 11          | 7           | 15          |
| Irsko              | 46,2  | 29,3 | 19,5 | 11,2 | 8,2  | 6,2  | 3,2  | 9           | 10          | 8           |
| Itálie             | 63,8  | 43,9 | 29,5 | 14,3 | 8,6  | 4,5  | 3,7  | 13          | 14          | 12          |
| Maďarsko           | 85,7  | 47,6 | 35,9 | 23,2 | 14,8 | 9,2  | 5,1  | 17          | 19          | 18          |
| Německo            | 49,2  | 12,0 | 12,5 | 12,2 | 7,2  | 4,9  | 4,0  | 10          | 12          | 6           |
| Nizozemí           | 25,2  | 17,9 | 12,7 | 8,6  | 7,1  | 5,1  | 3,8  | 2           | 5           | 14          |
| Norsko             | 28,2  | 18,9 | 12,7 | 8,1  | 6,9  | 3,8  | 3,1  | 3           | 3           | 7           |
| Polsko             | 108,0 | 56,8 | 33,2 | 21,3 | 19,4 | 8,1  | 5,6  | 21          | 20          | 19          |
| Portugalsko        | 94,1  | 77,5 | 58,0 | 24,2 | 11,0 | 5,6  | 3,6  | 18          | 21          | 11          |
| Rakousko           | 66,1  | 37,5 | 25,9 | 14,3 | 7,8  | 4,8  | 3,8  | 15          | 13          | 13          |
| Rumunsko           | 116,7 | 75,7 | 49,4 | 29,3 | 26,9 | 18,6 | 10,1 | 22          | 22          | 22          |
| Řecko              | 35,4  | 40,1 | 29,6 | 17,9 | 9,7  | 5,2  | 3,1  | 7           | 16          | 5           |
| Slovensko          | 103,3 | 28,6 | 25,7 | 20,9 | 12,0 | 8,6  | 5,7  | 20          | 18          | 17          |
| Španělsko          | 69,8  | 43,7 | 27,9 | 11,1 | 7,6  | 3,9  | 3,4  | 16          | 9           | 10          |
| Švédsko            | 21,0  | 16,6 | 11,0 | 6,9  | 6,0  | 3,4  | 2,5  | 1           | 1           | 1           |
| Švýcarsko          | 31,2  | 21,1 | 15,1 | 9,1  | 6,8  | 4,9  | 4,3  | 5           | 6           | 15          |
| Velká Británie     | 31,4  | 22,5 | 18,4 | 12,1 | 7,9  | 5,6  | 4,5  | 6           | 11          | 16          |

Zdroj: United Nations Statistics Division, 1959, 1967, 1975, 1985, 1998, 2006; ČSÚ, 2010a; Eurostat 2011a; Slov stat 2011; Statistics Portugal, 2011

### Ukazatele kojenecké úmrtnosti
- Míra kojenecké úmrtnosti
- Kvocient kojenecké úmrtnosti
- Časná novorozenecká úmrtnost (časná neonatální úmrtnosti)
- Pozdní novorozenecká úmrtnost (pozdní neonatální úmrtnost)
- Kvocient novorozenecké úmrtnosti
- Novorozenecká úmrtnost (neonatální úmrtnost)
- Ponovorozenecká úmrtnost (posteonatální úmrtnost)
- Kvocient ponovorozenecké úmrtnosti
- Ukazatel perinatální úmrtnosti
- Index perinatální úmrtnosti
- Ukazatel mrtvorozenosti
- Index mrtvorozenosti

## Ukazatele úmrtnosti
- Míra úmrtnosti podle věku